# Стајн Ерик Велан
Стајн Ерик Велан (нор. Stein Erik Vellan) је економиста и бивши норвешки репрезентативац у кошарци.
Велан је био генерални директор компаније Теленор д. о. о. (2006 - 2009).
На место генералног директора, у Србију, дошао је са положаја потпредседника у Теленор Групи. 
Од 2001. до 2006. године водио је Теленоров сектор продаје и маркетинга на норвешком тржишту.
Пре него што се запослио у Теленору био је директор у The Thrane Group-у, а у периоду од 1993. до 2000. радио је као директор маркетинга за Норвешку и друге скандинавске земље у компанији Cap Gemini Group са седиштем у Паризу.
Пре него што је почео да се бави маркетингом, који је дипломирао на Норвешком факултету за менаџмент, професионално се бавио кошарком и неколико година је играо за норвешку кошаркашку репрезентацију.